# Federico Franchi
Federico Franchi, dit Zenith DJ (1974-2018), est un disc jockey italien de Monza-Milan, connu pour son titre Cream, sorti en 2007. DJ depuis 1992, il jouait régulièrement aussi bien en Italie qu'à l'étranger, notamment à Paris (au Queen), en Hollande, et à Ibiza.
Il était également connu sous le pseudonyme de Vana Imago, sous lequel il a composé le morceau Tesi.
Son titre club Cream a été repris par le rappeur Pitbull pour son titre Krazy.
Il est déclaré décédé le 18 mars 2018 par un de ses ami et co-compositeur, Cristiano Giusberti aka Technoboy qui il lui rend hommage dans une publication sur Facebook. Les circonstances de son décès ne sont pour le moment pas connues.

## Discographie

### Singles
- 2007 - Cream
- 2007 - Quartz
- 2008 - Pears
- 2008 - Electron
- 2009 - Caramel